# Parafia Narodzenia Najświętszej Maryi Panny w Mroczkowie Gościnnym
Parafia Narodzenia Najświętszej Maryi Panny w Mroczkowie Gościnnym – jedna z 11 parafii rzymskokatolickich dekanatu opoczyńskiego diecezji radomskiej. 

## Historia
Kaplica tymczasowa w Mroczkowie Gościnnym była wybudowana w 1984, a parafię erygował 1 grudnia 1985 biskup Edward Materski z wiosek wydzielonych z parafii Opoczno i Gielniów. Kościół pw. Narodzenia NMP, według projektu arch. Jerzego Kowalskiego i Józefa Mejera z Łodzi, zbudowany został w latach 1985–1994 z inicjatywy ks. Adama Stępnia. Poświęcił go 4 września 1994 biskup Edward Materski. Świątynia ta jest jednonawowa, wzniesiona z piaskowca opoczyńskiego.

## Proboszczowie
- ks. Adam Stępień (1986–2001)
- ks. Jacek Wolski (od 2001)

## Zasięg parafii
Do parafii należą wierni wyznania rzymskokatolickiego z następujących miejscowości: Mroczków Gościnny, Mroczków Duży i Kraszków.